# Jean-Pierre Wallez
Pour les articles homonymes, voir Wallez.
Jean-Pierre Wallez est un violoniste et chef d'orchestre français naturalisé suisse, né le 18 mars 1939 à Lille.

## Biographie
- Premier Prix de violon et de musique de chambre au Conservatoire National Supérieur de Paris.
- Second Prix du Concours international de violon Niccolò-Paganini à Gênes, 1960.
- Créateur en 1978 de l'Ensemble orchestral de Paris qu'il dirige jusqu’en 1986.
- Titulaire depuis 1987 d’une classe de virtuosité de violon à la Haute École de musique de Genève.
- Créateur et directeur artistique du Festival d'Albi de 1974 à 1990.
- Conseiller musical, depuis sa création, du festival Septembre musical de l’Orne.
- Président du Comité National pour l'Éducation Artistique (CNEA)
- Coadministrateur du Musée Toulouse-Lautrec - Albi
- Jean-Pierre Wallez est régulièrement membre des jurys des Concours Internationaux : Masters de Monte-Carlo, Concours Sarasate, Concours international d'exécution musicale de Genève, Concours Nielsen, Concours international Tchaïkovski …
- Jean-Pierre Wallez a été chef associé avec Jean Deroyer de l'Orchestre régional de Normandie.

## Chef invité
Formé à la direction d'orchestre par Pierre Dervaux et Sergiu Celibidache, Jean-Pierre Wallez a dirigé notamment l'Ensemble instrumental de France, l'Orchestre national de Lille, l'Orchestre national des Pays de la Loire, l’Orchestre national de Nancy, l’Orchestre de Nice, d’Auvergne, l’Orchestre philharmonique de Monte-Carlo, du Luxembourg, de Malmö, Santa Cecilia de Rome, Rai de Torino, Radio de Sofia, Richmond, Berlin RIAS, l'Orchestre de chambre de Vienne, d’Helsinki, de l’Opéra de Copenhague, etc.
Jean-Pierre Wallez a joué avec Isaac Stern, Mstislav Rostropovitch, Henryk Szeryng, Yehudi Menuhin, P. Tortelier; J.P. Rampal, P.Barbizet, A. Ciccolini, B. Rigutto, A. Noras, M. Gendron, F.J. Thiollier, G. Tacchino, M. André, A. Benedetti-Michelangeli, J. Van Dam, G. Bacquier, G.Janowitz, K Te Kanawa, D. Oistrakh, P. Boulez, G. Prêtre...
Artiste curieux de son époque, Jean Pierre Wallez est le créateur de nombreuses œuvres : André Jolivet, Marcel Landowski, Jacques Bondon, Antoine Tisné, Jean Martinon, Jean-Louis Florentz, Nicolas Bacri… et a enregistré pour de nombreux labels tels que Erato, EMI, CBS, Decca en obtenant de nombreux prix dont un disque d’or.
Par la diversité de ses activités, de ses rencontres, de ses collaborations les plus larges, il a tissé tout au long de sa carrière des liens musicaux et personnels avec les plus grands. Citons, et seulement parmi les compositeurs, des personnalités telles que Henri Büsser, Jean Wiener, Jean Françaix, Jean Martinon, Darius Milhaud, Nadia Boulanger, Georges Delerue, Manuel Rosenthal, Joaquín Rodrigo, Toru Takemitsu, Michael Tippett, Henri Dutilleux, Nicolas Bacri, Olivier Messiaen ou Pierre Boulez.

## Discographie
- Édouard Lalo Concertos pour violon Concerto russe, opus 29 - Concerto en fa, opus 20

CD album 
06/2002 	 	 
Jean-Pierre Wallez, violon  
Kazuhiro Koizumi, direction  
Orchestre Philharmonique de Radio France 
- Sergueï Prokofiev Concertos pour violon N°1 et N°2

CD album 
06/2002 	  
Jean-Pierre Wallez, violon  
Orchestre National de France 
- Louis Théodore Gouvy Sonates pour piano et violon, opus 61 Duettos pour violon et piano, opus 34 et opus 50

CD album 
03/2003 	 
Jean-Pierre Wallez  
François-Joel Thiollier
- Jean-Sébastien Bach Les concertos pour 1, 2, 3 et 4 pianos

CD album  (4 volumes) 
11/1999 	 
Jean-Pierre Wallez, direction
Bruno Rigutto, Michel Beroff, Gabriel Tacchino, Jean Philippe Collard.
- Ludwig van Beethoven Concerto pour violon / op.61 - Romances N°1 et N°2

CD album 
12/1997 	  
Jean-Pierre Wallez, violon 	 
Jean-Claude Casadesus, direction
- Felix Mendelssohn Concerto pour violon en mi mineur

CD album 
02/1993 	 
Jean-Pierre Wallez, violon 
Dimítris Chorafás, direction
- Felix Mendelssohn Concertos pour piano n° 1 et 2

LP Erato / Hispavox 190 005 
1983 	 
François-René Duchable, piano, Ensemble Orchestral de Paris 
Jean-Pierre Wallez, direction
- Antonio Vivaldi Les Quatre saisons - Concerto pour hautbois

CD album 
03/1992 	 
Jean-Pierre Wallez, violon et direction  
Senia Trubashnik, Hautbois 
- Joseph Haydn Concertos (2) pour violoncelle

CD album 
06/1991 	 
Ensemble Instrumental de France
Jean-Pierre Wallez, direction
- Wolfgang Amadeus Mozart Grands Airs d'Opéra Cosi fan tutte - Flûte enchantée - Noces de...

CD album 
06/1991 	 
Jean-Pierre Wallez  
José Van Dam 
- Wolfgang Amadeus Mozart Symphonie N°40 - Petite musique de nuit

CD album 
04/1991 	 
Ensemble Orchestral de Paris	 
Jean-Pierre Wallez, direction
- Antonio Vivaldi Les quatre saisons

LP Forlane UM3505
02/1980
Ensemble Orchestral de Paris
Jean-Pierre Wallez, direction et violon solo
- Félix Mendelssohn-Bartholdi Concerto pour violon en mi mineur, op.64
- Max Bruch Concerto en sol mineur, op.26

LP IPG Aristocrate 1973 Jean-Pierre Wallez, violon ; Dimitri Chorafas, direction ; Grand orchestre Radio-Télé-Luxembourg

## Décorations
- Chevalier de la Légion d'honneur
- Officier de l'ordre des Arts et des Lettres
- Commandeur de l'ordre national du Mérite